# Форекс-мошенничество
Форекс-мошенничество — это любая торговая схема, используемая для обмана трейдеров, при которой они убеждаются в том, что могут рассчитывать на получение высокой прибыли, торгуя на валютном рынке, иначе называемом словом «форекс». По словам Майкла Данна из Комиссии по торговле товарными фьючерсами США (англ. Commodity Futures Trading Commission; CFTC), торговля валютой стала распространённой формой мошенничества в начале 2008 года.
Валютный рынок — это в лучшем случае игра с нулевой суммой, означающая, что, если один трейдер выигрывает, другой проигрывает. Тем не менее, брокерские комиссии и другие транзакционные издержки вычитаются из результатов всех трейдеров, что делает игру на валютном рынке игрой с отрицательной суммой.

## Вмешательство правительства США
В августе 2008 года CFTC создало специальную целевую группу для борьбы с растущим мошенничеством на валютном рынке. В январе 2010 года CFTC предложила новые правила, ограничивающие левередж с 10 до 1, на основании «ряда ненадлежащих методов» на розничном валютном рынке, среди которых «мошенничество с подстрекательством, отсутствие прозрачности в ценообразовании и выполнении транзакций, невосприимчивость к жалобам клиентов и нацеливание на неискушённых, пожилых людей, малообеспеченных и других уязвимых лиц».

## Типы мошенничества
Мошенничество может включать в себя создание клиентских учётных записей с целью получения комиссионных, продажу программного обеспечения, которое должно вести клиента к большой прибыли, ненадлежащим образом администрируемые «управляемые учётные записи», ложную рекламу, схемы Понци и откровенное мошенничество. Это также относится к любому розничному форекс-брокеру, который указывает, что торговля иностранной валютой является инвестицией с низким риском и высокой прибылью.

## Рост мошенничества
Комиссия по торговле товарными фьючерсами США (CFTC), которая регулирует валютный рынок в США, отметила увеличение количества недобросовестных действий в небанковской валютной индустрии. В период с 2001 по 2006 год CFTC возбудила более 80 дел, связанных с мошенничеством, от которого пострадали более 23 000 клиентов, потерявшие 350 миллионов долларов. С 2001 по 2007 год около 26 000 человек потеряли 460 миллионов долларов из-за форекс-мошенничества.

## Особенности игры на валютном рынке
Валютный рынок — это игра с нулевой суммой, где существует много опытных, хорошо капитализированных профессиональных трейдеров (например, работающих в банках), которые могут полностью посвятить себя торговле. Неопытный розничный трейдер будет иметь существенный информационный недостаток по сравнению с этими трейдерами.
Розничные трейдеры по определению недостаточно капитализированы. Таким образом, они подвержены проблеме разорения игрока: в «честной игре» (в которой нет информационных преимуществ) игрок с меньшим количеством капитала имеет более высокую вероятность разорения, чем игрок с большим капиталом. Розничный трейдер всегда платит разницу цен на покупку/продажу, что делает его шансы на выигрыш меньше, чем в честной игре. Дополнительные расходы могут включать маржинальные проценты или, если спотовая позиция остаётся открытой более одного дня, сделка может «пересчитываться» каждый день, и каждый раз это будет стоить разницу цен на покупку/продажу. В некоторых вариациях торговли на форексе клиенты не получают нормальные взаимозаменяемые фьючерсы, а вместо этого заключают контракт с какой-либо указанной компанией. Даже если компания заявляет, что выступает в качестве «форекс-дилера», она финансово заинтересована в том, чтобы розничный клиент терял деньги. Контракт заключается непосредственно между клиентом и псевдодилером, поэтому он является внебиржевым; его нельзя зарегистрировать и продать на фьючерсной бирже.